# Tullstorp, Ängelholms kommun
Tullstorp är en bebyggelse i Hjärnarps socken i Ängelholms kommun i Skåne län. Bebyggelsen avgränsades före 2015 till en småort för att därefter räknas som en del av tätorten Lerbäckshult.